# Cziri-Jurt
Cziri-Jurt (ros. Чири-Юрт) – osiedle w Rosji, w Czeczenii, w rejonie szalińskim. W 2010 liczyło 5734 mieszkańców.